# 筒井莉子
筒井 莉子（つつい りこ、2000年〈平成12年〉2月22日 - ）は、女性アイドルグループ・HKT48の元メンバーである。
佐賀県三養基郡みやき町出身。第一薬科大学付属高等学校卒業。「つっつん」の愛称で知られる。

## 来歴・人物
佐賀県三養基郡みやき町に4姉弟の2番目（家族構成は姉・莉子・妹・弟）として生まれる。父親は佐賀市に本社を置く企業「アースアクト」の代表取締役社長。小学校時代は剣道、中学時代は柔道を習っていた。
2013年8月4日、HKT48の第3期生オーディションに合格し、同年11月2日、HKT48劇場で行われた、ひまわり組「パジャマドライブ」公演で同グループ3期生9名のうちの一人として初お披露目された。
2016年3月30日、「HKT48春のライブツアー〜サシコ・ド・ソレイユ 2016〜」のマリンメッセ福岡公演において、研究生から新設されたチームTIIのメンバーに昇格。同年12月よりチームTIIとしての劇場公演を開始したが、2017年4月17日の公演で卒業を発表し、同年5月29日をもってHKT48メンバーとしての活動を終了。HKTの3期生及びチームTIIとしては最初の卒業者となった。
HKT卒業後は保育士の資格を取りながら、佐賀県内のイベントでMCやゲスト出演する他、2019年には同僚だった山本茉央と共に「Chéri」（シェリ）というユニットを組んで地元のイベントでライブ・パフォーマンスを行っていたが、2020年8月8日、元福岡ソフトバンクホークスの中村晨と入籍。翌2021年3月2日に第一子となる女児を出産した。同年7月4日、自身のYouTubeチャンネルを開設。

## HKT48での参加曲

### シングル選抜楽曲
- 「桜、みんなで食べた」に収録
  - 覚えてください - 研究生名義
- 「控えめI love you !」に収録
  - 今 君を想う
- 「12秒」に収録
  - ロックだよ、人生は…
  - 微笑みポップコーン - 「ポップコーンチルドレン」名義
- 「74億分の1の君へ」に収録
  - 図々しさを貸してちょうだい - 「ダイヤモンドガールズ」名義[7]
- 「最高かよ」に収録
  - 空耳ロック - Team TII名義
- 「バグっていいじゃん」に収録
  - HKT48ファミリー

### 劇場公演ユニット曲
ひまわり組「パジャマドライブ」公演
- 鏡の中のジャンヌ・ダルク

HKT48研究生「脳内パラダイス」公演
- くるくるぱー

ひまわり組 2nd Stage「ただいま恋愛中」公演
- 7時12分の初恋
- 帰郷

チームTII+研究生「手をつなぎながら」公演
- チョコの行方

## 出演

### イベント
- サガテレビ「がばい肉肉グルメ祭り」イベントMC（2018年・2019年）[TW 5]
- 上峰町町制30周年記念「Smileフェスタ」（2019年3月17日・すぱーく上峰） - ゲスト出演[TW 6]
- みやき町町民祭（2019年11月10日）- 「Chéri」としてライブパフォーマンス[TW 1]

### 舞台
- 誰がピザを食べたのか?（2019年10月11日 - 15日、福岡・一零） - 真央役[TW 7]